# كلاس إنغيسون
كلاس إنغسون (بالسويدية: Klas Ingesson)‏، من (و. 20 أغسطس 1968 - ت. 29 أكتوبر 2014) في أوديشوغ، لاعب كرة قدم سويدي سابق.
بدأ مسيرته الكروية مع نادي أوديشوغ، ولعب معهم منذ عام 1975 وحتى عام 1986، وفي عام 1986 انتقل إلى نادي غوتيبورغ، ولعب معهم حتى عام 1990، وعام 1990 انتقل إلى نادي ميشيلن، ولعب معهم حتى عام 1993، وفي موسم 1993/1994 انتقل إلى نادي بي أس في آيندهوفن الهولندي، وفي عام 1994 انتقل إلى نادي شيفيلد وينزداي الإنجليزي، ولعب معهم حتى عام 1996، وفي عام 1996 انتقل إلى نادي باري الإيطالي، ولعب معهم حتى عام 1998، وفي عام 1998 انتقل إلى نادي بولونيا الإيطالي، ولعب معهم حتى عام 2000، وفي موسم 2000/2001 انتقل إلى نادي مارسيليا الفرنسي، وفي عام 2001 لعب مع نادي ليتشي الإيطالي.
و قد لعب مع منتخب السويد لكرة القدم 57 مباراة دولية.

## مسيرته الكروية
لعب كلاس إنغيسون خلال مسيرته الاحترافية مع 8 أندية في سبعة عشر موسمًا وسجل خلالها 56 هدفًا ضمن 371 مباراة. ولم يفز بأي موسم بالكأس وفاز في موسمين بالدوري.
خاض كلاس إنغيسون مسيرته مع نادي غوتبورغ في موسم 1987 ليلعب معه أربعة مواسم، مشاركًا في 53 مباراة سجل خلالها 9 أهداف. ثم انتقل إلى نادي كيه في ميخيلين في موسم 1990–91 واستمر معه طيلة ثلاثة مواسم، حيث شارك في 99 مباراة سجل خلالها 28 هدفًا. لينتقل بعدها إلى نادي آيندهوفن في موسم 1993–94 لمدة موسم واحد، مشاركًا في 12 مباراة سجل خلالها هدفًا واحدًا. ثم انتقل إلى نادي شيفيلد وينزداي في موسم 1994–95 ولمدة موسمين، مشاركًا في 17 مباراة سجل خلالها هدفين. هذا وانتقل لاحقًا إلى نادي باري في موسم 1995–96 واستمر معه طيلة ثلاثة مواسم، مشاركًا في 94 مباراة سجل خلالها 11 هدفًا. ثم انتقل بعدها إلى نادي بولونيا في موسم 1998–99 ولمدة موسمين، مشاركًا في 64 مباراة سجل خلالها 4 أهداف. ليعود وينتقل من جديد، لكن هذه المرة إلى نادي ليتشي في موسم 2000–01 لمدة موسم واحد، مشاركًا في 19 مباراة سجل خلالها هدفًا واحدًا.

## روابط خارجية
- كلاس إنغيسون على موقع الاتحاد الدولي (مؤرشف)  (الإنجليزية)
- كلاس إنغيسون على موقع الاتحاد الأوربي (الإنجليزية)
- كلاس إنغيسون على موقع قاعدة بيانات كرة القدم.إي يو (الإنجليزية)
- كلاس إنغيسون على موقع ناشيونال فوتبول تيمز (الإنجليزية)
- كلاس إنغيسون على موقع Soccerbase.com (لاعب) (الإنجليزية)
- كلاس إنغيسون على موقع عالم كرة القدم.نت (الإنجليزية)